# باليزي
هي مدينة تقع في مقاطعة ريدجو كالابريا في إيطاليا.

## أعلام
- سيباستيانو سيفيليا